# Curt Sørensen (politolog)
 Der er flere personer med dette navn, se Curt Sørensen (politiker).
Curt Sørensen (født 1938, død 18. februar 2021) var en dansk neo-marxistisk politolog og professor emeritus ved Aarhus Universitet.
Sørensen blev født i 1938 i et arbejderhjem i Sønderborg og var uddannet ved Århus Universitet samt studie- og forskningsophold ved bl.a. London School of Economics and Political Science, Freie Universität Berlin og Stanford University. Curt Sørensen søger ud fra Marx' struktur/aktør-teori, hans klasseteori, og hans kapitalismeanalyse og i en konstruktiv konfrontation med især den weberianske udviklingssociologi at udvikle en moderne marxistisk inspireret historisk sociologi samt nutidsanalyse.
Curt Sørensen blev i 1992 tildelt doktorgraden i statskundskab på baggrund af sit værk 'Mellem demokrati og diktatur'. I 2019 blev Sørensen tildelt doktorgraden i filosofi på baggrund af sin bog 'Den europæiske deltagelseskrise'.
Sørensen har været politisk aktiv i Venstresocialisterne. Siden blev han partiløs socialist.
Sørensen har endvidere skrevet en lang række artikler til danske dagblade om politiske emner som fascisme, strategi på venstrefløjen og demokrati.
I 2001 lagde den liberale forening Libertas sag an for injurier mod Sørensen. Libertas tabte sagen i 2002.

## Udvalgt bibliografi
- Marxismen og den sociale orden, bnd. 1-2, GMT 1976.
- Marx' og Engels' demokratiteori, Politica nr. 2, 1979.
- Den historiske materialisme i lyset af nyere diskussion om social handlen og social objektivitet, Politica nr. 1, 1991
- Mellem Demokrati og Diktatur, bnd. 1-2, Århus Universitet, 1992
- Social classes and democracy – different Trajectories, 1997
- Marx' klasseanalyse som en integreret og flerdimensional magtteori, 2001.
- The Labour Movement in the First Austrian Republic, 2002
- Myten om den "socialistiske Sovjetunion" og dens funktion i højrefløjens ideologiske univers, 2002.
- Marx og marxismen som stadig aktuel udfordring, 2002.
- Marx og historieskrivningen, Arbejderhistorie nr. 2, 2009
- Klasseanalysens kritiske skarphed og nutidige relevans, Arbejderhistorie nr. 3-1, 2010
- Stat, Nation, Klasse Bind 1-3, Frydenlund 2013-14 - Trebindsværk om politisk udvikling og regimeformer i Central- og Østeuropa
- Den europæiske deltagelseskrise, Frydenlund, 2017